# Areia Branca (Lourinhã)
Areia Branca é um lugar pertencente à freguesia de Lourinhã do  município homónimo, em Portugal.